# Ургейлупуйсто (станція метро)
Ургейлупуйсто (фін. Urheilupuisto, швед. Idrottparken) — одна з восьми станцій Гельсінського метрополітену, яка була відкрита 18 листопада 2017 року.
Розташована у районі Тапіола, місто Еспоо, між станціями Тапіола до якої 1,3 км і Нійттюкумпу до якої 1,1 км.
Планований пасажирообіг —  10 000 осіб.
Єдиний вихід на вулицю Койву-Манккаантіе. 
- Конструкція: Колонна двопрогінна глибокого закладення з однією острівною платформою. Глибина закладення — 27 м[1]
- Пересадка на автобуси маршрутів:114, 115/A, 118N, 119